# Fauzia Nasreen
Fauzia Nasreen (6 de desembre de 1950) és una diplomàtica i professora universitària pakistanesa. Va ser la primera dona diplomàtica del seu país, després de permetre's la incorporació de la dona en el servei diplomàtic, el 1973.
Nasreen es va incorporar al servei diplomàtic el 1973. Va estar destinada a les ambaixades d'Iran, Malàisia, Filipines i Itàlia, entre altres països. Va arribar a ser l'ambaixadora del seu país a Nepal i Polònia, i també va ser Alta Comissionada del seu país a Austràlia el novembre de 2009. També va ser directora general de l'Acadèmia del Servei Exterior, una institució que forma joves diplomàtics del Pakistan i de l'estranger.
Des que va deixar la carrera diplomàtica s'ha dedicat a l'ensenyament a Pakistan, com a professor visitant en diverses universitats, inclosa la Universitat de Defensa Nacional del Pakistan, la Universitat Nacional d'Idiomes Moderns i la Universitat de Dones Fatima Jinnah. Va ser becària visitant a la Queen Elizabeth House, Universitat d'Oxford.
El 2015 va ser escollida com una de les 21 dones que es van reunir per a una conferència a l'Escola de Govern Kennedy de la Universitat Harvard finançada per Hunt Alternatives. El grup incloïa Judy Thongori, de Kenya, i Hafsat Abiola, Olufunke Baruwa, Esther Ibanga i Ayisha Osori, de Nigèria.
Entre les seves condecoracions hi ha la Creu del Comandant de l'Orde del Mèrit, atorgada pel govern de Polònia.